# Héléna Soutadé
Hélène Soutadé, née le 7 janvier 1835 à Albi et morte le 11 août 1885 à Toulouse, est une institutrice et religieuse française. Déclarée, après sa mort, « sainte » par la ferveur populaire, mais non reconnue par l’Église catholique, elle est connue sous le nom de Sainte Héléna. 

## Biographie
Caroline Marie Louise Antoinette Hélène Almaide Soutadé naît le 7 janvier 1835 à Albi (Tarn). Son père, Jean Pierre Soutadé, est marchand, et sa mère Marie Louise Loupias sans emploi. Après avoir perdu ses parents, elle est accueillie par les sœurs de la Sainte-Famille au couvent des Minimes (actuel n° 22 rue du Général-Bourbaki). 
Elle est institutrice et se consacre à l'enseignement des enfants. Elle serait ensuite devenue religieuse à l’âge de 42 ans. Elle meurt le 11 août 1885 à l’âge de 50 ans à Toulouse. Elle est inhumée au cimetière de Terre-Cabade où un culte lui est rendu. 

## Culte
La « sainteté » d'Héléna Soutadé serait attestée par deux miracles :
- deux colombes blanches auraient suivi son cortège funèbre entre la cathédrale Saint-Étienne et le cimetière de Terre-Cabade ;
- plusieurs années après sa mort, après qu’un cierge eut malencontreusement mis le feu à sa tombe (en bois), les réparations auraient permis de découvrir son corps intact[4].

Le culte de sainte Héléna prend la forme de pèlerinages sur son tombeau et de contacts avec sa relique (une pièce de vêtement).
Patronne des enfants en raison de sa profession d’institutrice, sainte Héléna est régulièrement appelée à l’aide, notamment par des parents inquiets (études, maladie…), mais aussi pour des sujets plus généralistes.
De nombreux ex-voto sont disposés sur sa tombe.

### Pèlerinages
De nombreux pèlerinages ont lieu sur sa tombe où les gens venaient se recueillir, prier et déposer leurs vœux. On trouve plus de 133 plaques de remerciements déposés sur sa tombe. Les anonymes participent à son entretien.